# Houston Glacier
Houston Glacier är en glaciär i Antarktis. Den ligger i Västantarktis. Argentina, Chile och Storbritannien gör anspråk på området. Houston Glacier ligger 924 meter över havet.
Terrängen runt Houston Glacier är kuperad åt sydost, men åt nordväst är den bergig.  Trakten är obefolkad. Det finns inga samhällen i närheten.